# Cayetano Germosén
Cayetano Germosén è un comune della Repubblica Dominicana di 6.993 abitanti, situato nella Provincia di Espaillat.